# 혈랑: 붉은전사
《혈랑: 붉은전사》(영어: Summer of Fire)는 2018년 대한민국에서 개봉한 홍콩의 영화이다.